# Relations entre le Brésil et la Norvège
Les relations entre le Brésil et la Norvège font référence aux relations diplomatiques entre la République fédérative du Brésil et le Royaume de Norvège. Les deux nations sont membres des Nations Unies.

## Histoire
À partir du XIXe siècle, des migrants norvégiens ont commencé à s'installer au Brésil. En 1905, le Brésil a été l'un des premiers pays à reconnaître l'indépendance de la Norvège après la dissolution de l'union entre la Norvège et la Suède.
En 1967, le roi de Norvège a effectué une visite officielle au Brésil.
Le Brésil a une ambassade à Oslo. La Norvège a une ambassade au Brésil et un consulat général à Rio de Janeiro.